# Fréderique Robert
Fréderique Robert (Mol, 25 januari 1989) is een Belgisch voormalig wielrenner die in 2016 zijn carrière afsloot bij Crelan-Vastgoedservice Continental Team.
Als junior werd Robert meermaals Belgisch kampioen op de baan in verschillende disciplines. Op de weg won hij verscheidene eendagswedstrijden voor junioren. In 2008 en 2010 won hij een etappe in de Triptyque des Monts et Châteaux. In 2011 maakt hij in dienst van Quick Step de overstap naar de elite-renners. De twee daaropvolgende jaren kwam hij uit voor Lotto-Belisol. In 2014 stapte hij over naar Wanty-Groupe Gobert, de ploeg van Hilaire Van der Schueren. Zowel in 2013 als in 2014 won Robert twee ritten in La Tropicale Amissa Bongo.
Fréderique Robert is de zoon van Jef Robert, voorzitter van Vastgoedservice-Golden Palace en de  Antwerpse jeugdploeg Kon. Balen B.C.

## Overwinningen
2006
3e etappe Ronde van Nedersaksen, Junioren
 Belgisch kampioen koppelkoers, Junioren (met Stijn Steels)
 Belgisch kampioen sprint, Junioren
2007
2e etappe Sint-Martinusprijs Kontich
 Belgisch kampioen koppelkoers, Junioren (met Stijn Steels)
 Belgisch kampioen sprint, Junioren
 Belgisch kampioen teamsprint, Junioren (met Stijn Steels en Timothy Stevens)
 Belgisch kampioen keirin, Junioren
2008
2e etappe deel B Triptyque des Monts et Châteaux
Gooikse Pijl
2009
Brussel-Opwijk
1e etappe Triptyque Ardennais
Zuidkempense pijl - GP Wilfried Peeters
2010
1e etappe Triptyque des Monts et Châteaux
Kattekoers
2013
1e en 5e etappe La Tropicale Amissa Bongo
2014
6e en 7e etappe La Tropicale Amissa Bongo

## Reultaten in voornaamste wedstrijden
| Jaar | Parijs-Tours |
| ---- | ------------ |
| 2012 | opgave       |
| 2013 | opgave       |

## Ploegen
- 2009 –  Quick Step (stagiair vanaf 15-8)
- 2010 –  Quick Step (stagiair vanaf 1-8)
- 2011 –  Quick Step Cycling Team
- 2012 –  Lotto-Belisol
- 2013 –  Lotto-Belisol
- 2014 –  Wanty-Groupe Gobert
- 2015 –  Wanty-Groupe Gobert
- 2016 –  Crelan-Vastgoedservice Continental Team

Barredo · Boonen · Cataldo · Chavanel · Cornu · Davis · de Jongh · De Weert · Devenyns · Devolder · Engels · Facci · Hovelijnck · Hulsmans · Koenitski · Kvist · Malacarne · Pineau · Reda · Rosseler · Samojlaw · Schwab · Seeldraeyers · Tosatto · Van De Walle · Van Impe · Velo · Weylandt · Wynants · Robert (stagiair)
Barredo · Boonen · Cataldo · Chavanel · De Weert · Devenyns · Devolder · Engels · Facci · Hovelijnck · Hulsmans · Keisse · Koenitski · Kvist · Maes · Malacarne · Pineau · Reda · Samojlaw · Seeldraeyers · Stauff · Tosatto · Van De Walle · Van Impe · Velo · Weylandt · Wynants · Robert (stagiair) · Van Keirsbulck (stagiair)
Bandiera · Boonen · Cappelle · Cataldo · Chavanel · Chicchi · Ciolek · De Weert · Devenyns · Engels · Keisse · de Maar · Maes · Malacarne · Pineau · Reda · Robert · Seeldraeyers · Stauff · Steegmans · Štybar · Terpstra · Tratnik · Vandewalle · Van Impe · Van Keirsbulck · Vermote · Trentin (stagiair)
Bak · Bille · Bulgaç · Cordeel · De Clercq · De Greef · Debusschere · Dehaes · Dockx · Greipel · Hansen · Henderson · Kaisen · Meersman · Neyens · Reynés · Robert · Roelandts · Sieberg · Sohrabi · Van der Sande · Van De Walle · D. Vanendert · J. Vanendert · van Leijen · Vangenechten · Wellens · Van den Broeck · Willems · Sprengers (stagiair) · Wippert (stagiair) 
Bak · Bellemakers · Bille · Bulgaç · Cordeel · De Clercq · De Greef · Debusschere · Dehaes · Dockx · Greipel · Hansen · Henderson · Kaisen · Meersman · Neyens · Reynés · Robert · Roelandts · Sieberg · Van der Sande · Van De Walle · D. Vanendert · J. Vanendert · van Leijen · Vangenechten · Wellens · Van den Broeck · Willems · Broeckx (stagiair) · Carolus (stagiair) 
Backaert · Baugnies · De Greef · De Troyer · De Vreese · Degand · Drucker · Ghyselinck · Gilbert · Habeaux · Jans · M. Kreder · W. Kreder · Leukemans · Minnaard · Napolitano · Robert · Seeldraeyers · Selvaggi · Sijmens · Van Melsen · Vanlandschoot · Veuchelen · Maes (stagiair) · Seynaeve (stagiair)
Antonini · Backaert · Baugnies · De Greef · De Troyer · Devriendt · Dron · Eijssen · Gasparotto · Ghyselinck · Jans · Leukemans · Marcato · Minnaard · Napolitano · Robert · Selvaggi · Seynaeve · Van Melsen · Vanlandschoot · Veuchelen · Barroso (stagiair) · Callebaut (stagiair) · Stenuit (stagiair)